# تلوات (تيلويت)
تلوات هي إحدى مشيخات المملكة المغربية، تتبع جغرافيا لإقليم ورززات وإداريًا لتيلويت. يقدر عدد سكانها بـ 7857 نسمة حسب الإحصاء الرسمي للسكان والسكنى لسنة 2004.